# Stănești-Lunca, Vâlcea
Stănești-Lunca este un sat în comuna Lungești din județul Vâlcea, Oltenia, România.
 Acest articol despre o localitate din județul Vâlcea este deocamdată un ciot. Puteți ajuta Wikipedia prin completarea lui.